# Codex Alimentarius

Modèle de modèle : Sécurité alimentaire.

Le codex Alimentarius (ou codex alimentaire) est un programme commun de l'Organisation des Nations unies pour l'alimentation et l'agriculture (FAO) et de l'Organisation mondiale de la santé (OMS) consistant en un recueil de normes, codes d'usage, directives et autres recommandations relatifs à la production et à la transformation agroalimentaires qui ont pour objet la sécurité sanitaire des aliments, soit la protection des consommateurs et des travailleurs des filières alimentaires, et la préservation de l'environnement.

## Historique
Plusieurs organismes de régulation internationale ont précédé le codex Alimentarius et sa commission, comme la International Dairy Federation (créée en 1903). EN 1961, la FAO avalise la création de la commission du codex Alimentarius que l'OMS endosse l'année suivante.
En 1999, la commission du codex Alimentarius introduit pour la première fois une série de recommandations normatives sur l'agriculture biologique.
En 60 ans d'existence, les thèmes chauds de la commission sont restés les suppléments alimentaires, le marquage des produits, l'hygiène alimentaire et les méthodes d'analyses.

## Commission
La Commission du codex Alimentarius en est l'organe exécutif. Cette commission internationale, où siègent les représentants de près de 200 pays, a été créée en 1963 par la FAO et l'OMS. Elle est chargée d'élaborer des normes alimentaires, des définitions et des critères applicables aux aliments, de contribuer à leur harmonisation et donc, notamment, de faciliter les échanges internationaux. Elle joue un rôle prépondérant dans la normalisation alimentaire mondiale et a été reconnue à ce titre par les accords de l'Organisation mondiale du commerce (OMC) en 1994, sous réserve que ses prescriptions n'entravent pas les échanges si elles ne sont pas suffisamment scientifiquement étayées.
La Commission siège à Rome dans les locaux de la FAO.
Le président américain Donald Trump a critiqué le multilatéralisme de la Commission (participation de l'Iran), et la Chine s'est tenu à l'écart du Codex jusqu'à ce qu'éclate le scandale du lait frelaté en 2008.

## Controverse
(août 2018).
Quelques personnalités médicales, le médecin neurologue Rima E Laibow, le controversé docteur Matthias Rath pensent que le codex Alimentarius ne sert pas les intérêts des consommateurs, mais plutôt ceux des grandes multinationales de l'industrie agroalimentaire, de la pharmacie, de la chimie ou de la biotechnologie. Les détracteurs indiquent, par exemple, que le codex a permis à au moins huit pesticides interdits (aldrine, dichlorodiphényltrichloroéthane (DDT), polychlorobiphényle (PCB), endrine, dieldrine, hexachlorobenzène, chlordane) d'être de nouveau autorisés ou que le codex autorise que le bétail soit traité aux antibiotiques et à l'hormone de croissance (1995).
Les partisans affirment que le codex Alimentarius est une référence pour l'alimentation et qu'il n'y a aucune obligation faite aux pays de l'adopter, qu'ils soient membres d'un codex ou de toute autre organisation de commerce international. Pour les opposants, le problème vient du fait que l'Organisation mondiale du commerce utilise le codex Alimentarius comme référence internationale pour la résolution des conflits concernant la sécurité alimentaire et la protection des consommateurs. Les partisans répondent que rien n'empêche, lors d'un conflit international, d'utiliser des références ou des études scientifiques autres que le Codex Alimentarius.
En 1996, la délégation allemande a fait une proposition pour qu'aucune plante, vitamine ou aucun minéral ne soit vendu librement pour raisons préventives et que les compléments alimentaires soient reclassifiés comme des médicaments. Cette proposition a été validée, mais jamais appliquée à la suite des protestations qui ont suivi.
Lors de la 28e session de la commission du codex Alimentarius qui s'est tenue en juillet 2005, les directives concernant les compléments alimentaires en vitamine et sels minéraux ont été adoptées. De nombreuses controverses ont suivi, notamment sur le fait que les pays membres peuvent arbitrairement choisir le classement des compléments alimentaires comme alicaments, médicaments, ou autres. Ce texte ne vise pas à interdire les compléments alimentaires, mais à imposer certaines informations sur leur étiquetage, des dosages minimaux et maximaux, ainsi que des normes de sécurité et d'efficacité pour leur fabrication. La FAO et l'OMS ont alors annoncé que la commission du codex Alimentarius avait publié des directives appelant à un étiquetage contenant des informations sur la consommation maximale des vitamines et des compléments alimentaires ; l'OMS a ajouté que ces directives assurent aux consommateurs des effets bénéfiques sur leur santé.